# 泳小銀漢魚
泳小銀漢魚，為輻鰭魚綱銀漢魚目擬銀漢魚科的其中一種，分布於中東太平洋墨西哥下加利福尼亞至秘魯海域，為熱帶魚類，體長可達10公分，棲息在表層水域，以昆蟲及藻類為食，生活習性不明。